# Ловеллівська обсерваторія
35°12′10″ пн. ш. 111°39′52″ зх. д. / 35.202778° пн. ш. 111.664444° зх. д.

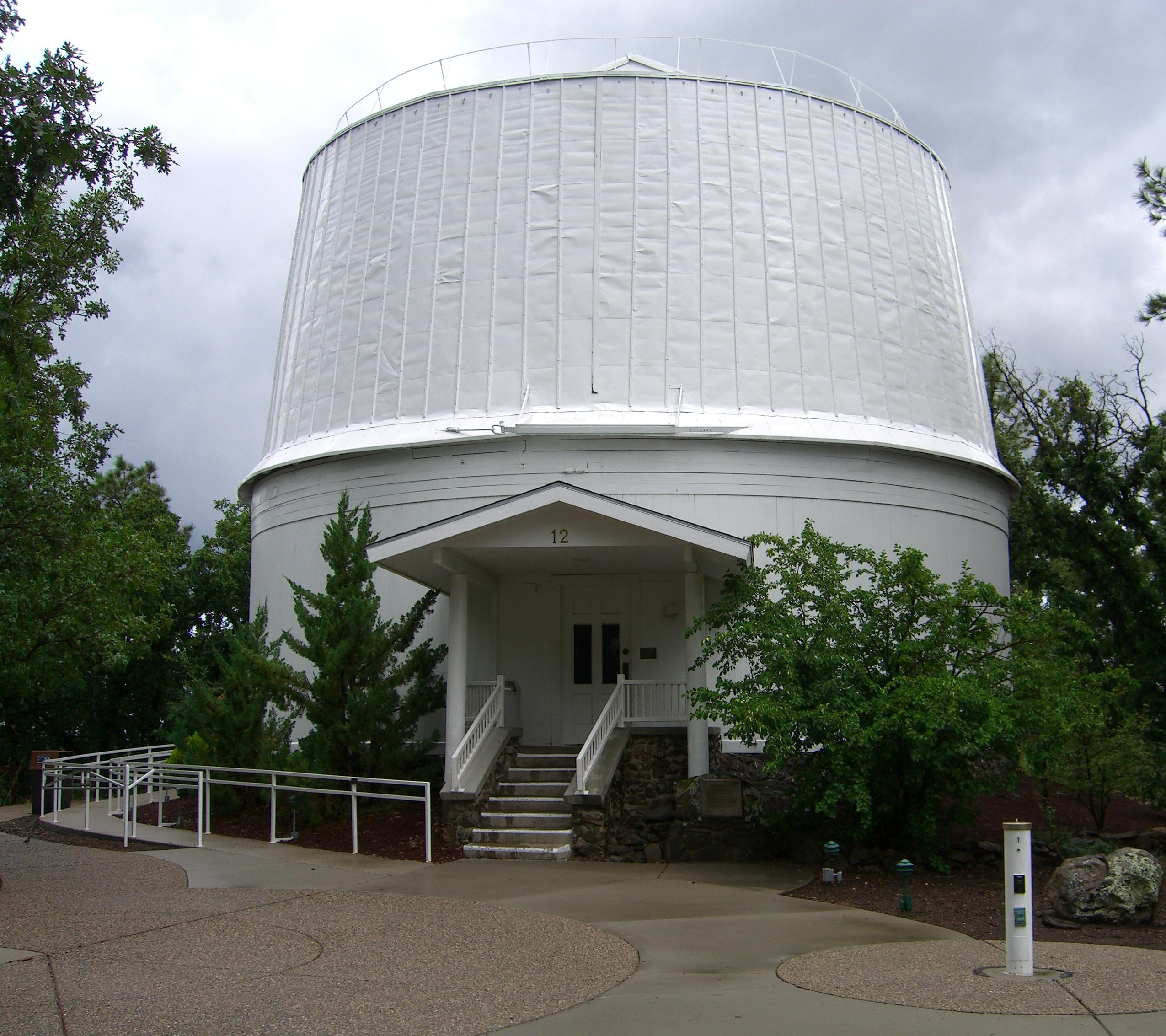
Будова 24-дюймового телескопа

Обсерваторія Ловелла (англ. Lowell Observatory,  код обсерваторії «690») — приватна астрономічна обсерваторія, розташована у Флегстаффі; одна з найстаріших обсерваторій у США, заснована 1894 року. Проводить велику просвітницьку діяльність, її відвідують близько 70 тис. осіб на рік. Має 12 телескопів, з яких 2 розташовані на Марсіанському пагорбі під Флагстаффом. 1965 року включена до переліку національних історичних пам'яток США.

## Історія
Персіваль Ловелл не бував в Аризоні до 1894 року і довірився у виборі місця для обсерваторії Ендрю Дугласу — асистенту Вільяма Пікерінга. Наприкінці життя Дуглас зізнався, що обрав Флагстафф тільки тому, що там були найкращі салуни на всьому Далекому Заході.
Місце для обсерваторії Ловелл знайшов у лісистій місцевості Північної Аризони, на висоті 7250 футів (2175 м) над рівнем моря. Він назвав його марсіанським пагорбом (англ. Mars Hill). Головним інструментом тривалий час був 24-дюймовий (61 см)  телескоп-рефрактор, побудований  Алваном Кларком (1804—1887). Цей телескоп був куплений Ловеллом у Бостоні за 20 000 дол, і доставлений до Флегстаффа залізницею 1896 року. Телескоп досі перебуває в робочому стані і застосовується з освітньою метою; для наукових досліджень він вже застарів. Також на Марсіанському пагорбі розташований 13-дюймовий (33 см) астрограф, за допомогою якого Клайд Томбо відкрив Плутон.

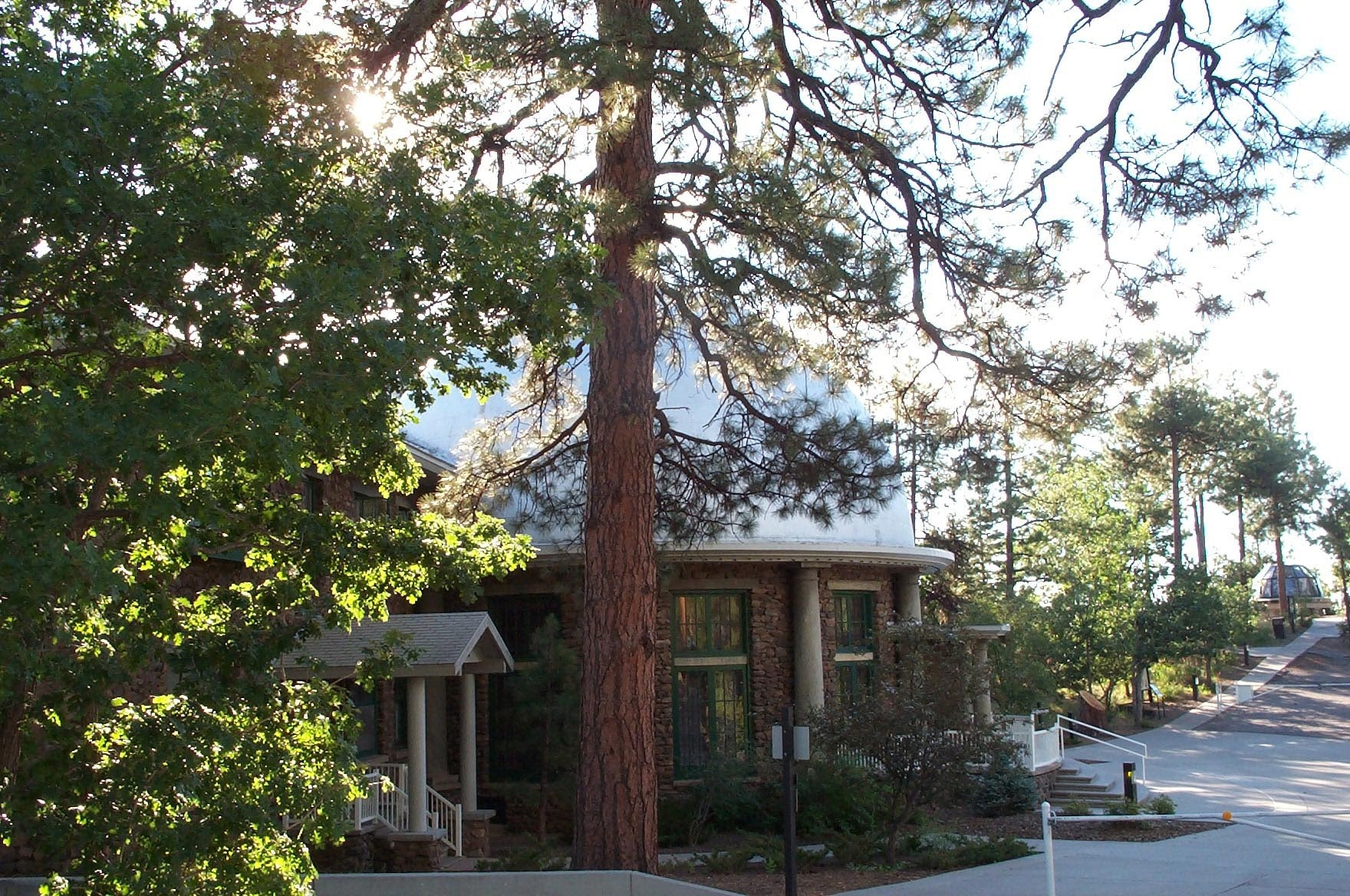
Ротонда Весто Слайфера у Флагстаффі, сьогодні музей

Першим директором обсерваторії був Персіваль Ловелл. Після його смерті 1916 року, цю посаду до 1926 р. формально займав його кузен Гай Лоуелл (Guy Lowell; 1870—1927). Найвідомішим директором був Весто Слайфер (1927—1952, фактично — з 1916). У наш час[коли?] обсерваторію очолює правнучатий племінник її засновника — Вільям Лоуелл Патнем (William Lowell Putnam).

## Сучасний стан
Сучасні дослідні телескопи Ловеллівської обсерваторії (загалом 4) розташовані за 19 км від Флагстаффа на горі Андерсона (2163 м) на станції Андерсон Меса. Спостережна станція була заснована 1959 року. Обсерваторія також має станції в Австралії та Чилі, бере участь у спорудженні 4,2 м The Discovery Channel Telescope.
Обсерваторія веде широкий спектр планетних і астрофізичних досліджень. Пріоритетними вважаються: пошук найближчих до Землі астероїдів, дослідження  транснептунових об'єктів та пояса Койпера, пошук екзопланет, дослідження довгоперіодичних циклів сонячної активності, дослідження процесів зореутворення тощо. Обсерваторія експлуатує інфрачервоний стратосферний телескоп діаметром 2,5 м, що базується на літаку «Боїнг-747».

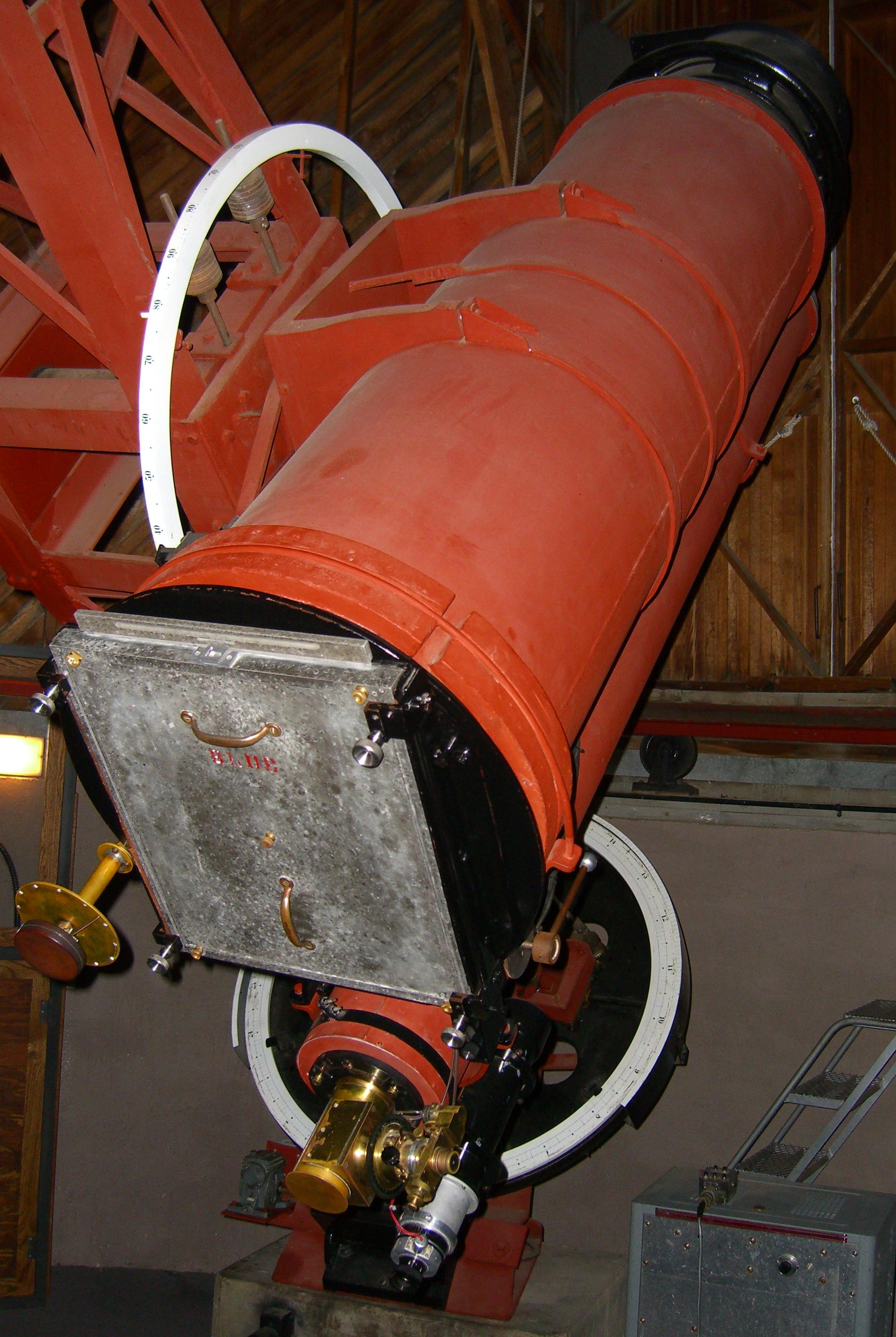
Астрограф, за допомогою якого було відкрито Плутон

### Головні відкриття
- Відкриття Плутона в 1930 році.
- Вимірювання променевих швидкостей кулястих скупчень і спіральних туманностей Весто Слайфером в 1913—1914 роках (ці дані знадобилися науковій спільноті десятиліттями пізніше).
- Відкриття кілець Урана 1977 року.
- Відкриття періодичної зміни активності комети Галлея в появі 1985—1986 років[12].
- Відкриття атмосфери Плутона та обчислення орбіт менших його супутників — Нікти та Гідри.
- Відкриття молекулярного кисню на Ганімеді (супутнику Юпітера).

## Інтернет-ресурси
- Lowell Observatory [Архівовано 2 березня 2011 у Wayback Machine.]
- Телескопы обсерватории [Архівовано 27 вересня 2011 у Wayback Machine.]
- Discovery Channel Telescope [Архівовано 7 червня 2011 у Wayback Machine.]
- Flagstaff Clear Sky Clock [Архівовано 11 лютого 2021 у Wayback Machine.] Forecasts of observing conditions covering Lowell Observatory.
- National Historic Landmarks Program: Lowell Observatory [Архівовано 21 жовтня 2013 у Wayback Machine.]